# Nezávislí Řekové
Nezávislí Řekové (řecky Ανεξάρτητοι Έλληνες, Anexartitoi Ellines, zkratka ANEL) je řecká pravicová národně konzervativní politická strana, která se v roce 2012 odštěpila od Nové demokracie. Současným předsedou strany je Panos Kammenos. V červnových volbách roku 2012 získala strana 20 poslaneckých mandátů. Ve volbách do Evropského parlamentu 2014 strana získala 3.46% a je zastoupena jedním poslancem ve skupině Evropských konzervativců a reformistů.
V lednu 2015 získala strana 13 mandátů a byla oslovena vítězem voleb, stranou SYRIZA, s nabídkou sestavení koaliční vlády.
V předčasných volbách ze září 2015 obdržela 3,69 % hlasů a 10 mandátů.